# Chrysobothris shirakii
Chrysobothris shirakii es una especie de escarabajo del género Chrysobothris, familia Buprestidae. Fue descrita científicamente por Miwa & Chûjô en 1935.